# Пашамине
Пашамине (лит. Pašaminė), или Старая Пашамине (лит. Sena Pašaminė) — село в восточной части Литвы. Входит в состав Швенченеляйского староства Швянчёнского района. По данным переписи 2011 года население села составляло 290 человек.

## География
Село находится в северной части района, на реке Шамине, рядом с озером Швянтас. Расположено в 16 километрах к северо-западу от Швенчёниса (центр района) и в 6,5 километрах от Швенчёнеляя (центр староства). Ближайшие населённые пункты — сёла Науя-Пашамине и Руджёнис.

## Население
| 1868                           | 1931 | 1959 | 1970 | 1979 | 1986 | 1989 | 2001 | 2011 |
| ------------------------------ | ---- | ---- | ---- | ---- | ---- | ---- | ---- | ---- |
| 324                            | 351  | 246  | 230  | 307  | 300  | 345  | 359  | 290  |
| Гистограмма динамики населения |      |      |      |      |      |      |      |      |